# Extirpador de idolatrías
Extirpador de idolatrías es una película peruana escrita y dirigida por Manuel Siles, terminada en el 2014 y estrenada comercialmente en el Perú en el 2016.

## Argumento
El policía Waldo, de aire absorto y frágil, investiga unos crímenes de apariencia ritual, que ocurren en una comarca cualquiera de los andes peruanos. Allí también dos adolescentes pueblerinos se asoman a la pubertad entre juegos con seres míticos, fruto de su cosmovisión andina. Un personaje siniestro, oculto tras las formas de una misión de fe pero imbuido de dogmatismo e intolerancia religiosa, irrumpe en este mundo y proyecta sobre él una sombra amenazante. Pese al desprecio de su jefe, Waldo está tras la pista del extirpador de idolatrías. Llegará, además, a resolver el conflicto que enajena su vida interior.

## Reparto
- Oswaldo Salas (detective de policía Waldo Mamani / Ser mítico)
- Magaly Solier (mamá del niño)
- Augusto Casafranca (extirpador de idolatrías / Ser mítico)
- Paulina Bazán (la niña)
- Diego Yupanqui (el niño)
- Renato Gianoli (jefe de policía)
- Oscar Ludeña (asistente del detective Waldo / Ser mítico)
- Fiorella Flores (reportera de TV)
- Amiel Cayo (chamán / Ser mítico)
- Julián Vargas (tambero)
- Firelei Barreda (viuda)
- Ana Arce (mamá de la niña / Ser mítico)
- Diana Castro (víctima)

## Recepción de la crítica
Extirpador de idolatrías en el extranjero tuvo una muy buena recepción de público y crítica en festivales internacionales de cine, ganando treinta y dos premios y obteniendo nueve nominaciones.
La crítica peruana elogió a la película inmediatamente después de su estreno en Lima.
El crítico de cine Sebastián Pimentel del diario El Comercio la cataloga como "un nuevo título entre lo mejor del cine peruano de los últimos años". Elogia el trabajo del actor protagónico ("estupendo Oswaldo Salas") y del director ("Siles ha asimilado bien una tradición fílmica moderna que va más allá de Europa – vienen a la mente 'Antonio das Mortes' del brasileño Glauber Rocha, hasta las más contemporáneas películas de Claudia Llosa, pasando por el cine del tailandés Apichatpong Weerasethakul –. Como sucede en los casos citados, lejos de verbalizar hechos, Siles explora afectos, creencias, imaginarios. Estos últimos toman la forma de sueños o alucinaciones que ponen en entredicho el realismo de lo que vemos"). La considera como uno de los 20 mejores estrenos comerciales en el Perú del 2016, siendo una de las tres únicas películas peruanas incluidas en la lista.
En el diario La República, el crítico de cine Federico de Cárdenas la califica con 4 estrellas de 5, la cataloga como "valiosa opera prima", elogia la fotografía ("notable fotografía y cámara de Marco Antonio Alvarado") y la actuación de Magaly Solier ("muy solvente"). "Extirpador de Idolatrías manifiesta una seguridad rara en sus soluciones de puesta de escena, sobre todo tratándose de una ópera prima. Destaca también la fluidez con la que Manuel Siles ha logrado incorporar las tradiciones andinas (pagos a la tierra, homenajes a los apus) y hacer que iluminen el relato y planteen la supervivencia de un mundo amenazado pero que aún subyace en la vida de los protagonistas, enriqueciéndolas." La resalta entre las Mejores Películas Peruanas del 2016 en su recuento de lo Mejor del Cine del 2016, incluyendo en dicho recuento sólo a tres películas peruanas.
El crítico de cine Ricardo Bedoya la considera como "una de las películas peruanas más sugestivas de los últimos tiempos".

## Premios y nominaciones
| Año  | País            | Premio | Categoría                                           | Nominado                 | Resultado     | Ref.          |
| ---- | --------------- | --- | --------------------------------------------------- | ------------------------ | ------------- | ------------- |
| 2014 | Estados Unidos  | Encuentro Mundial de Cine                                                                                  | Mejor Director                                      | Manuel Siles             | Ganador       | [ 5 ]         |
| 2014 | Estados Unidos  | Encuentro Mundial de Cine                                                                                  | Mejor Actor                                         | Oswaldo Salas            | Ganador       | [ 5 ]         |
| 2014 | Estados Unidos  | Encuentro Mundial de Cine                                                                                  | Mejor Película                                      | Extirpador de Idolatrías | Nominado      | [ 6 ]         |
| 2014 | Colombia        | Festival Internacional de Cine de Montería                                                                 | Mejor Guion                                         | Manuel Siles             | Ganador       | [ 7 ]         |
| 2014 | Perú            | Festival Internacional de Cine Lima Independiente                                                          | Premio del Público                                  | Extirpador de Idolatrías | Ganador       | [ 8 ]         |
| 2014 | Reino Unido     | London Latin American Film Festival                                                                        | Premio del Público                                  | Extirpador de Idolatrías | Nominado      |               |
| 2014 | Italia          | CinemAvvenire Film Festival                                                                                | Mejor Interpretación Masculina                      | Oswaldo Salas            | Ganador       | [ 9 ]         |
| 2015 | Colombia        | Festival Internacional de Cine de Pasto                                                                    | Mejor Largometraje Andino de Ficción                | Extirpador de Idolatrías | Ganador       | [ 10 ]        |
| 2015 | Perú            | Concurso Nacional de Proyectos de Promoción Internacional Cinematográfica (Ministerio de Cultura del Perú) |                                                     | Extirpador de Idolatrías | Ganador       | [ 11 ]        |
| 2016 | España          | Premios Latino                                                                                             | Mejor Película de Ficción Peruana                   | Extirpador de Idolatrías | Ganador       | [ 12 ] [ 13 ] |
| 2016 | España          | Premios Latino                                                                                             | Mejor Dirección en Película Peruana                 | Manuel Siles             | Ganador       | [ 12 ] [ 13 ] |
| 2016 | España          | Premios Latino                                                                                             | Mejor Guion en Película Peruana                     | Manuel Siles             | Ganador       | [ 12 ] [ 13 ] |
| 2016 | España          | Premios Latino                                                                                             | Mejor Música Original Peruana                       | Diego Eslava             | Ganador       | [ 12 ] [ 13 ] |
| 2016 | España          | Premios Latino                                                                                             | Mejor Película Social Peruana                       | Extirpador de Idolatrías | Ganador       | [ 12 ] [ 13 ] |
| 2016 | Perú            | Premios Luces                                                                                              | Mejor Película                                      | Extirpador de Idolatrías | Nominado      | [ 14 ]        |
| 2016 | Perú            | Premios Luces                                                                                              | Mejor Actor                                         | Oswaldo Salas            | Nominado      | [ 14 ]        |
| 2016 | Perú            | Premios Luces                                                                                              | Mejor Actriz                                        | Magaly Solier            | Nominada      | [ 14 ]        |
| 2016 | Perú            | El Comercio                                                                                                | Las 20 Mejores Películas Estrenadas en Perú el 2016 | Extirpador de Idolatrías | Ganador       | [ 15 ]        |
| 2016 | Perú            | La República                                                                                               | Mejores Películas Peruanas del 2016                 | Extirpador de Idolatrías | Ganador       | [ 16 ]        |
| 2017 | Rumania         | 12 Months Film Festival                                                                                    | Mejor Largometraje de Ficción del Mes (3er Lugar)   | Extirpador de Idolatrías | Finalista     |               |
| 2017 | España          | Los Angeles San Rafael Film Festival                                                                       | Mejor Largometraje                                  | Extirpador de Idolatrías | Finalista     |               |
| 2017 | Estados Unidos  | Los Angeles Cinefest                                                                                       | Mejor Largometraje                                  | Extirpador de Idolatrías | Semifinalista |               |
| 2017 | Estados Unidos  | FROSTBITE International Film Festival                                                                      | Mejor Largometraje                                  | Extirpador de Idolatrías | Ganador       |               |
| 2017 | Estados Unidos  | Latino Film Market                                                                                         | Mejor Largometraje Latino Internacional             | Extirpador de Idolatrías | Ganador       | [ 17 ]        |
| 2018 | Estados Unidos  | Mosaic Film Festival                                                                                       | Mejor Largometraje de Ficción                       | Extirpador de Idolatrías | Ganador       |               |
| 2018 | Canadá          | AltFF Alternative Film Festival                                                                            | Mejor Largometraje Drama                            | Extirpador de Idolatrías | Nominado      |               |
| 2020 | República Checa | Prague International Monthly Film Festival (PIMFF)                                                         | Mejor Guion Original                                | Manuel Siles             | Ganador       | [ 18 ]        |
| 2020 | República Checa | Prague International Monthly Film Festival (PIMFF)                                                         | Mejor Nuevo Director (Largometraje) (2.º Lugar)     | Manuel Siles             | Ganador       | [ 18 ]        |
| 2020 | República Checa | Prague International Monthly Film Festival (PIMFF)                                                         | Mejor Largometraje (3er Lugar)                      | Extirpador de Idolatrías | Ganador       | [ 18 ]        |
| 2020 | República Checa | Prague International Monthly Film Festival (PIMFF)                                                         | Mejor Actor de Largometraje                         | Oswaldo Salas            | Finalista     | [ 18 ]        |
| 2020 | República Checa | Prague International Monthly Film Festival (PIMFF)                                                         | Mejor Cinematografía                                | Marco Alvarado           | Finalista     | [ 18 ]        |
| 2020 | República Checa | Prague International Monthly Film Festival (PIMFF)                                                         | Mejor Tráiler                                       | Extirpador de Idolatrías | Finalista     | [ 18 ]        |
| 2020 | India           | Madras Independent Film Festival                                                                           | Mejor Largometraje (Mención Honrosa)                | Extirpador de Idolatrías | Ganador       | [ 19 ]        |
| 2020 | Rusia           | Eurasia International Monthly Film Festival                                                                | Mejor Largometraje                                  | Extirpador de Idolatrías | Semifinalista | [ 20 ]        |
| 2020 | Canadá          | Bridge Fest                                                                                                | Mejor Largometraje Ganador Mensual                  | Extirpador de Idolatrías | Ganador       | [ 21 ]        |
| 2020 | Portugal        | New Cinema - Lisbon Monthly Film Festival                                                                  | Mejor Largometraje (Mención Honrosa)                | Extirpador de Idolatrías | Ganador       | [ 22 ]        |
| 2020 | Reino Unido     | Lonely Wolf: London International Film Festival                                                            | Mejor Película de Acción/Sci-Fi/Fantasía            | Extirpador de Idolatrías | Nominado      | [ 23 ]        |
| 2020 | Reino Unido     | Lonely Wolf: London International Film Festival                                                            | Mejor Película de Horror                            | Extirpador de Idolatrías | Nominado      | [ 23 ]        |
| 2020 | Reino Unido     | Lonely Wolf: London International Film Festival                                                            | Mejor Actor de Reparto - Largometraje               | Renato Gianoli           | Nominado      | [ 23 ]        |
| 2020 | Eslovaquia      | Košice International Monthly Film Festival                                                                 | Mejor Actor de Largometraje                         | Oswaldo Salas            | Ganador       | [ 24 ]        |
| 2020 | Eslovaquia      | Košice International Monthly Film Festival                                                                 | Mejor Largometraje                                  | Extirpador de Idolatrías | Finalista     | [ 24 ]        |